# Очковый воробьиный попугайчик
Очковый воробьиный попугайчик (лат. Forpus conspicillatus) — птица семейства попугаевых.

## Внешний вид
Длина тела 12 см. Основная окраска оперения тёмно-зелёная, с малахитовым оттенком на брюшке. Крылья также как и тело темно-зеленые. Маховые перья синие. Вокруг глаз имеется неширокое голубое кольцо. Самки зелёного цвета, участок вокруг глаз у них тоже зелёный, но другого оттенка. Клюв цвета слоновой кости, на надклювье тёмное пятно.

## Распространение
Обитают в Колумбии и Панаме.

## Содержание
Очень общительны и хорошо чувствуют себя в домашних условиях.

## Галерея

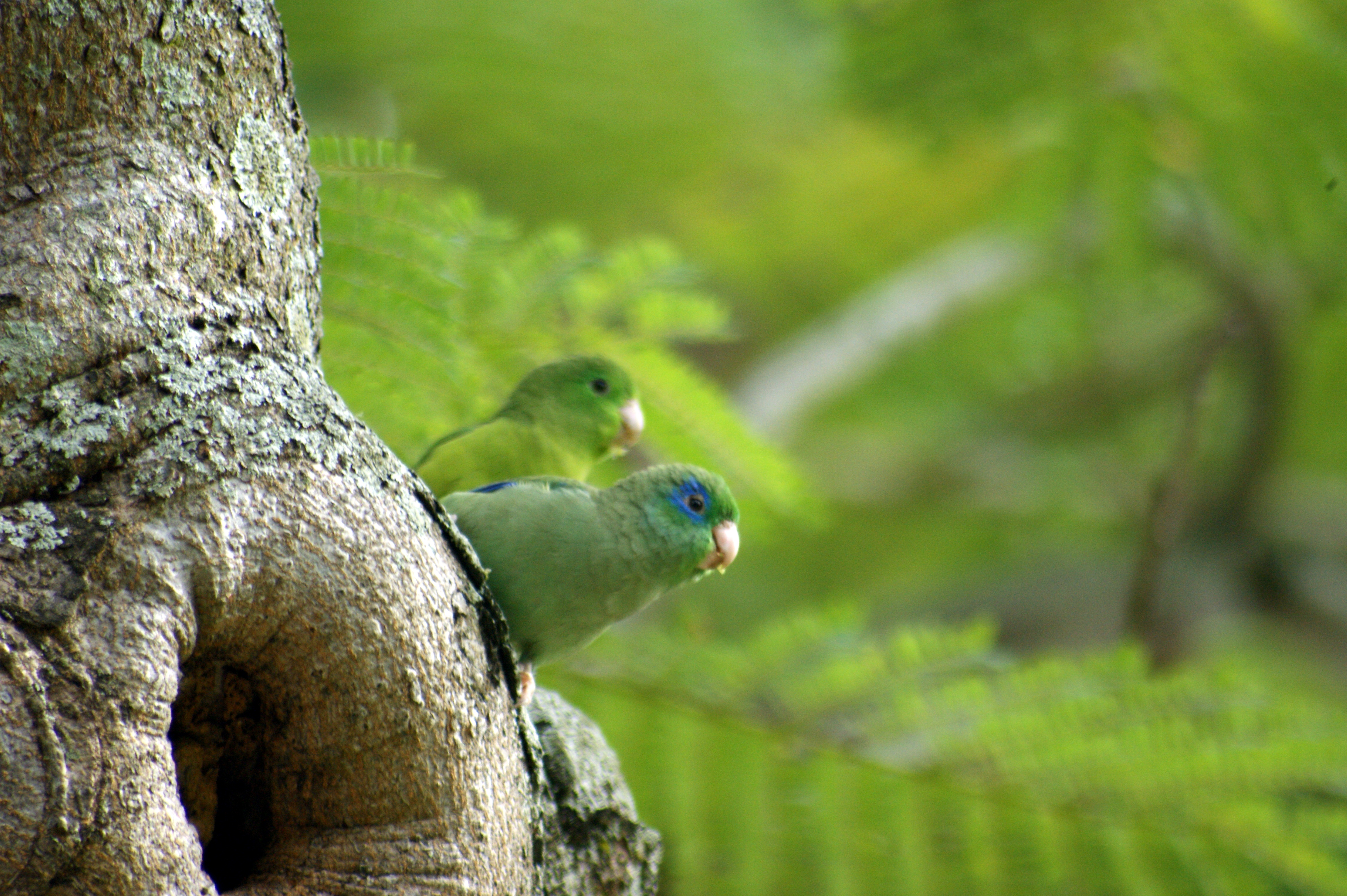
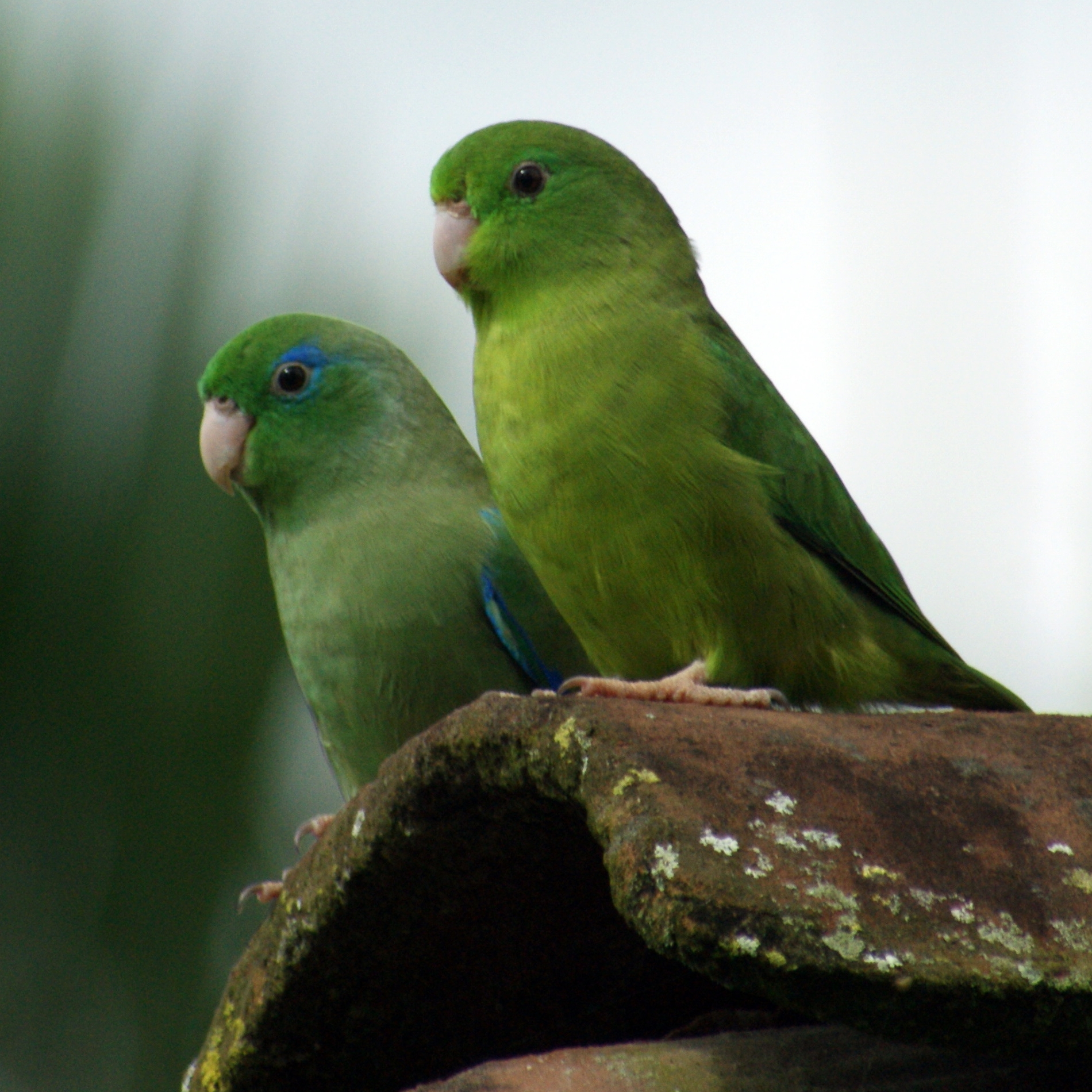
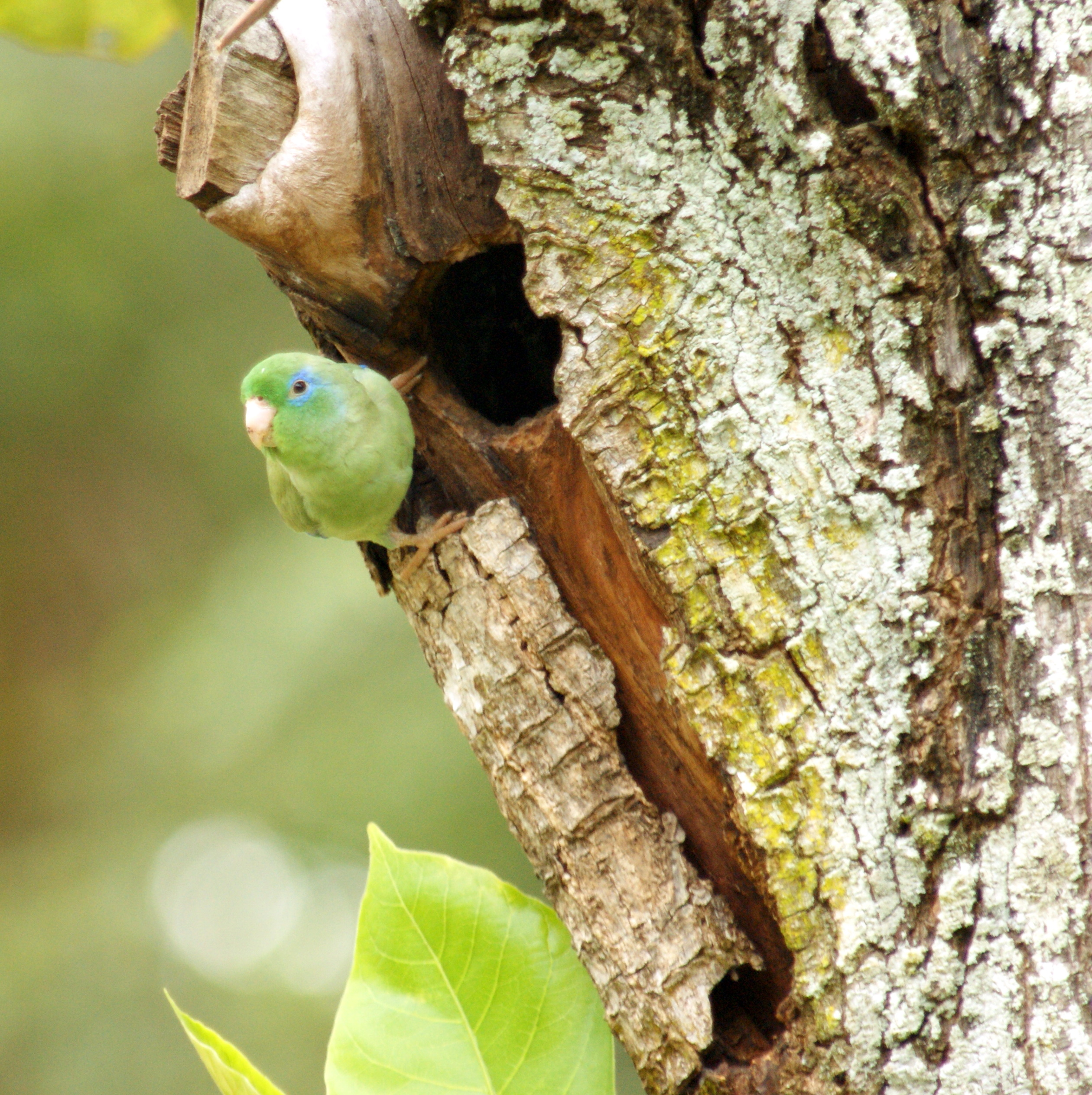
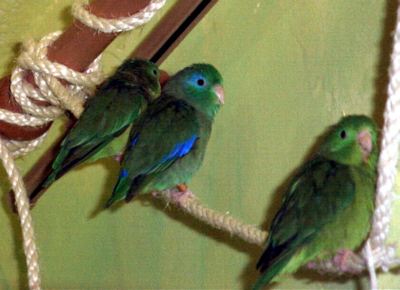